# یکای انرژی
یکای انرژی (به انگلیسی: Units of energy)، در دستگاه بین‌المللی یکاها (اس‌آی SI) همان یکای کار است زیرا انرژی توسط کار تعریف می‌شود. یکای کار-انرژی؛ ژول (J)، به افتخار و قدردانی از جیمز پرسکات ژول فیزیک‌دان انگلیسی و آزمایش‌های او برای نشان‌دادن معادل مکانیکی گرما، به نام او نام‌گذاری شده‌است.
در اصطلاحی کمی بنیادی‌تر، ۱ ژول برابر با ۱ نیوتون-متر است و از دیدگاه یکاهای اصلی اس‌آی:

یک یکای انرژی که در فیزیک اتمی، فیزیک ذرات و فیزیک انرژی بالا استفاده می‌شود، الکترون‌ولت (eV) است. یک (eV) برابر است با: 
{\displaystyle 1{\mbox{ eV}}=1.60217653(14)\times 10^{-19}{\mbox{ J}}}
در طیف‌بینی؛ که مطالعهٔ ویژگی‌های ماده با بررسی نور، و دیگر ذرات گسیل، جذب، یا پراکنده شده از آن است؛ از آنجا که انرژی به‌طور معکوس متناسب با طول موج است، از یکای cm−1 = 0.000123986 eV و معادلهٔ
{\displaystyle E=h\nu =hc/\lambda }.
برای انرژی استفاده می‌شود.
در بحث و گفتگوهای تولید و مصرف انرژی، یکاهای معادل بشکه نفت و معادل یک تن نفت اغلب مورد استفاده قرار می‌گیرد.
هنگامی که بحث در مورد مقدار انرژی منتشر (آزاد) شده در یک انفجار یا رویداد برخورد آتش‌گوی، باشد از هم‌ارز تی‌ان‌تی نیز به عنوان یک یکای انرژی اغلب استفاده می‌شود.